# 戸板関子
戸板 関子（といた せきこ、明治2年4月19日（1869年5月30日） - 昭和4年（1929年）1月14日）は、日本の教育者。戸板学園の創立者。

## 経歴
1869年(明治2年)、仙台藩士で漢学者の戸板善内の一人娘として仙台北５番町で生まれた。生まれた年に父を亡くし、母の手で育てられた。
仙台の松操女学校で学び、18歳で小学校教員となった。自らの知識を磨くために上京し、横浜のフェリス女学校に入学する一方、フェリス女学校、東洋英和女学校、東京女学館で裁縫教師を務めた。1893年、鳥居坂教会の武田芳三郎牧師と結婚し家庭に入るが、教育への情熱から夫と離れて戸板姓に戻った。後に芳三郎と和解し、芳三郎が戸板家に入ることとなった。
1902年（明治35年）、戸板裁縫女学校を創立。当時一般的だった1対1の教授方法ではなく、西洋式の教育法から考案した「分解式一斉教授法」による合理的な授業によって、裁縫技術習得のスピード化を図った。1904年、学校は芝三田に新築移転、1913年には財団法人化した。
1916年、三田高等女学校（現 三田国際学園中学校・高等学校）を開校。そのほかに三田博和女学校、大森南女学校、城南女学校、大森高等女学校を設立し、校長に就任した。
1929年、60歳で死去。

## 受賞・栄典
- 勲六等瑞宝章を受章[1]。

## 業績
津田梅子（津田塾大学創立者）、安井てつ（東京女子大学創立者）、成瀬仁蔵（日本女子大学創立者）、吉岡弥生（東京女子医科大学創立者）、横井玉子（女子美術大学創立者）、鳩山春子（共立女子大学創立者）などと並んで日本の女子高等教育の基盤づくりに活躍した「明治クリスチャン教育家」のうちの一人である。

## 家族・親族
- 祖父：戸板一左衛門は仙台藩士で天文学者・数学者。
- 父：戸板善内も仙台藩士で漢学者。
- 夫：武田芳三郎は牧師。
- 娘：青木あさ。娘の青木あさも教育者で、戸板学園理事長を務めた。もう一人の娘、山口ひさの結婚にあたって、男子が生まれたら戸板姓を継がせる約束を交わしていた。その子が演劇評論家・作家の戸板康二である。[要出典]

## 著書
- 『新式実用戸板裁縫全書』広文堂書店、1917年

## 戸板関子に関する文献
- 『日本人名大辞典』講談社、2001年
- 『日本女性人名辞典』日本図書センター、1998年